# Йенсен, Кнуд
Кнуд Энемарк Йе́нсен (дат. Knud Enemark Jensen; 30 ноября 1936, Орхус — 26 августа 1960, Рим) — датский велогонщик, умерший во время летних Олимпийских игр 1960 года. Его смерть стала одной из основных причин появления допинг-контроля на Олимпийских играх, введённого в 1968 году.

## Биография
Во время командной раздельной гонки на Олимпийских играх 1960 года в результате падения за 20 км до финиша из-за солнечного удара получил открытую черепно-мозговую травму. Температура во время гонки достигала 42 °C. В тот же день скончался в госпитале. Член МОК принц Датский Аксель ехал к нему больницу, тогда тот умер.
Официальный вывод трёх итальянских врачей, опубликованный в марте 1961 года, гласил, что велогонщик умер от теплового удара, в организме не было обнаружено медицинских препаратов. Полный отчёт о вскрытии никогда не публиковался. Спустя несколько лет один из докторов Альваро Маркьори признался, что в организме Кнудсена были обнаружены следы «нескольких вещей», включая фенамин. Тренер сборной Дании Олуф Йоргенсен сообщил датской правительственной комиссии, расследовавшей смерть, что давал Йенсену и другим велогонщикам вазодилататор рониакол.
Был женат на племяннице двукратного олимпийского чемпиона по велоспорту Хенри Хансена.